# Club Sport Águila
Sport Águila es un club de fútbol del distrito peruano de Huancán, en la Provincia de Huancayo, Departamento de Junín. Fue fundado el 25 de diciembre de 1947 y participa en la Copa Perú.

## Historia
Sport Águila, se fundó el 25 de diciembre de 1947 en el barrio Centro del distrito de Huancán. el fundador es Toribio Quispe Adauto, quien fallece por una enfermedad. El nombre inicial del club deportivo Sport Águila fue Barrio Centro, tiempo después se cambiaría a lo que todos conocemos hoy como el Sport Águila. 

### Ascenso a la Segunda División
Su mayor logro lo obtuvo en el año 2007, cuando se coronó subcampeón de la Copa Perú. El partido de revalidación para acceder a la Primera División frente al Atlético Minero le fue esquivo y sólo pudo clasificar a la Segunda Profesional.

### Retiro de la Segunda División y descenso a Copa Perú
Se retiró de la Segunda antes del inicio del torneo 2010. En 2012 volvió a la actividad en la Segunda de su distrito y al año siguiente fue invitado a la Primera Distrital de Huancán. 

### Copa Perú 2013
En la Copa Perú 2013 llegó hasta la Etapa Regional, donde quedó primero en su grupo, por lo que en un principio había clasificado a la Etapa Nacional. Sin embargo, un reclamo de ECOSEM de Cerro de Pasco permitió la eliminación del club del torneo.

### Copa Perú 2014
Fue repuesto por la Federación Peruana de Fútbol en la Etapa Regional de la Copa Perú 2014 y clasificó por la Región V a la Etapa Nacional dejando atrás a Ecosem. En octavos de final eliminó a Player Villafuerte y en cuartos a Unión Pichanaki para llegar a la semifinal del torneo donde fue eliminado por Unión Fuerza Minera.

### Copa Perú 2016
En la Copa Perú 2016 llegó hasta la Etapa Nacional donde quedó tercero en la tabla general por lo que clasificó directamente a octavos de final. En esa fase fue eliminado por Racing Club de Huamachuco por un marcador global de 4-2.

## Uniforme
- Uniforme titular: Camiseta blanca con franja roja, pantalón azul marino  y medias azules marinos.
- Uniforme secundario: Camiseta blanca con franja roja, pantalón blanco y medias blancas.
- Uniforme terciario: Camiseta amarilla con franja roja, pantalón negro y medias rojas.

#### Uniforme Titular 1947 al 2013
| Titular 1 | Titular 2 | Titular 3 | Titular 4 | Titular 5 | Titular 6 | Titular 7 | Titular 8 |  |

#### Uniforme Titular 2014 al 2023
| Titular 1 | Titular 2 | Titular 3 | Titular 4 | Titular 5 | Titular 6 | Titular 7 | Titular 8 |  |

#### Uniforme Alterno 1947 al 2012
| Alterno 1 | Alterno 2 | Alterno 3 | Alterno 4 | Alterno 5 | Alterno 6 |  |

#### Uniforme Alterno 2013 al 2023
| Alterno 1 | Alterno 2 | Alterno 3 | Alterno 4 | Alterno 5 | Alterno 6 | Alterno 7 |  |

## Datos del club
- Temporadas en Segunda División: 2 (2008 - 2009).
- Mayor goleada conseguida:
  - En campeonatos nacionales de local: Sport Águila 4:0 Universidad San Marcos (22 de junio de 2008).
- Mayor goleada recibida:
  - En campeonatos nacionales de local: Sport Águila 0:4 Inti Gas (24 de mayo de 2008).
  - En campeonatos nacionales de visita: Unión Fuerza Minera 6:3 Sport Águila (30 de noviembre de 2014).

## Entrenadores
| Entrenador                 | País          | Año       |
| -------------------------- | ------------- | --------- |
| Mifflin Bermúdez           | Perú          | 2006-2007 |
| Roberto Mosquera           | Perú          | 2008      |
| Marco Antonio Medina Marca | Perú          | 2008      |
| José Ignacio Verme         | Perú          | 2008      |
| Mifflin Bermúdez           | Perú          | 2008      |
| Miguel Guzmán              | Perú          | 2009      |
| Jorge Machuca              | Perú          | 2009      |
| Elmer Campos               | Perú          | 2009      |
| Jorge Machuca              | Perú          | 2009      |
| Pedro Garay                | Paraguay Perú | 2010      |
| Mifflin Bermúdez           | Perú          | 2013      |
| Pedro Garay                | Paraguay Perú | 2014      |
| José Tembladera            | Perú          | 2014      |
| Mifflin Bermúdez           | Perú          | 2015      |
| José Ramírez Cubas         | Perú          | 2016      |

## Palmarés

### Torneos nacionales
| Competición nacional | Títulos | Subcampeonatos |
| -------------------- | ------- | -------------- |
| Copa Perú (0/1)      |         | 2007.          |

### Torneos regionales
| Competición regional              | Títulos                       | Subcampeonatos |
| --------------------------------- | ----------------------------- | -------------- |
| Etapa Regional - Región VI (1/0)  | 2007.                         |                |
| Liga Departamental de Junín (1/2) | 2016.                         | 2007, 2013.    |
| Liga Provincial de Huancayo (1/2) | 2007.                         | 2013, 2016.    |
| Liga Distrital de Huancán (5/2)   | 2007, 2016, 2018, 2022, 2025. | 2013, 2023.    |